# Wadźrasattwa

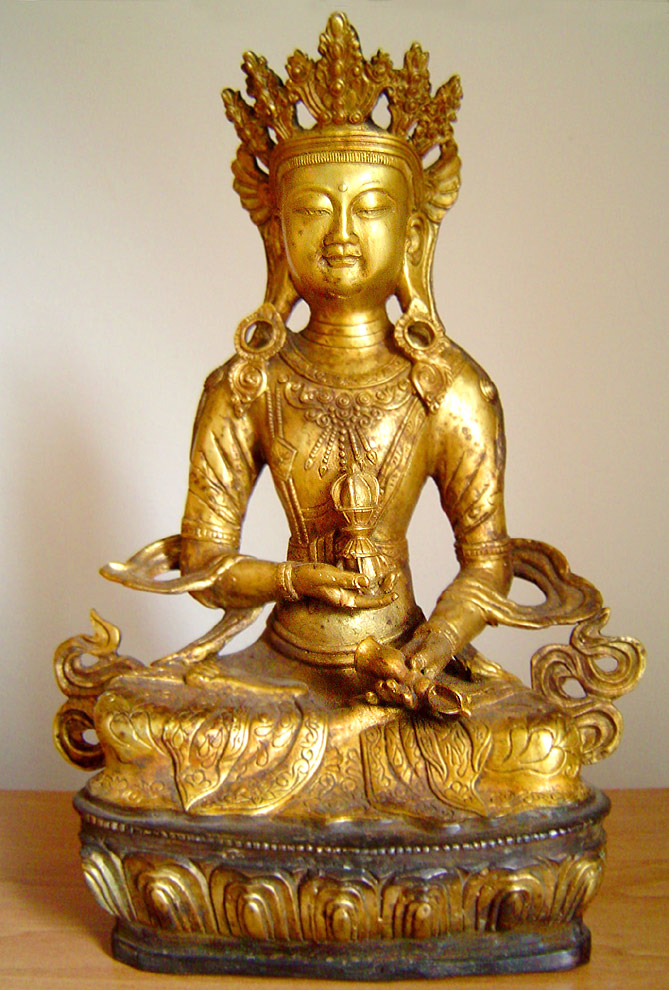
Tybetański posażek Wadźrasattwy

Wadźrasattwa – jeden z bodhisattwów w buddyzmie mahajana i wadźrajana. W języku tybetańskim nazywany jest Dordże Sempa, po chińsku 金剛薩埵 pinyin: Jīn gāng sà duǒ; jap. Kongōsatta. Jest ważną postacią w dwóch ezoterycznych sutrach: Mahawajroczana Sutra oraz Wadźraśekhara Sutra.
Wadżrasattwa w formie Adibuddy był szczególnie czczony w Tybecie i Chinach jako "przedstawiciel wszystkich buddów" (według Abhidanottara-tantra). W Nepalu jest utożsamiany ze Swabhawą zgodnie z naukami szkoły Swabhawików. Przebywa lub objawia się na górze Sumeru.
Symbolizowany jest przez płomień wyrastający z półksiężyca umieszczonego na lotosie, lub przez trójząb leżący na lotosie.
W późniejszym panteonie mahajany był odpowiednikiem boga Brahmy. W grupie pięciu Dżinów (Zwycięzców) czy też Tathagatów czasem zastępował Akszobhję, a czasem nosił małe wyobrażenie tego buddy medytacyjnego (skt Dhyānibuddha) na przybraniu głowy.
Zwykle jest przedstawiany jako ubrany w szatę i siedzący budda. Może przyjmować kilka pozycji nóg, takich jak na przykład parjankasana (prawa stopa na lewym udzie), lub padmasana (z nogami skrzyżowanymi w kostkach).
W rzeźbie pojawia się głównie w Tybecie, na Jawie i w Tajlandii. Na mandalach pojawia się częściej w Nepalu i Chinach. Jako stojący pojawia się także na stelach w towarzystwie innych buddów i Akszobhji. W takich przypadkach ma wiele głów i rąk, jednak zawsze trzyma wadżrę i dzwonek. W Tybecie jest często przedstawiany w jab-jum ze swoją śakti Ghantapani. W tej formie jest częścią sekretnych rytuałów.
W Japonii występował pod nazwą Kongōsatta i był dość często przedstawiany nie tylko na mandalach, ale również w rzeźbach, często z białym słoniem.